# Notendopserie
De Notendopserie is een serie informatieve boeken van Uitgeverij Bert Bakker. De serie informeert de lezer vrij beknopt (in gemiddeld 150 pagina's) en in voor leken begrijpbare taal over uiteenlopende onderwerpen zoals boeddhisme, fysica, de kosmos, de geschiedenis van de Nederlandse literatuur, genetica enzovoorts. De boeken zijn geschreven door wetenschappers, hoogleraren en andere experts, zoals onder meer Govert Schilling en Nicoline van der Sijs.
Na het verschijnen van ca. 60 titels is de reeks in  2012 stopgezet.